# 109 Virginis
109 Virginis (109 Vir / HD 130109 / HR 5511) es una estrella en la constelación de Virgo situada cerca del límite con Serpens. Aún careciendo de denominación de Bayer es la séptima estrella más brillante de su constelación, con magnitud aparente +3,71. Se encuentra a 129 años luz del sistema solar.
109 Virginis es una estrella blanca de la secuencia principal de tipo espectral A0V con una temperatura superficial de 9683 K.
Sus características son muy similares a las de Vega (α Lyrae), siendo su luminosidad 52 veces mayor que la del Sol y su radio 2,7 veces mayor que el radio solar. La diferente distancia que nos separa de una y otra —109 Virginis está cinco veces más alejada que Vega— hace que esta última sea mucho más brillante.
Su elevada velocidad de rotación de al menos 290 km/s es mucho mayor que la del Sol, de tan solo 2 km/s.
Por otra parte, muestra un contenido metálico —entendiendo por metales aquellos elementos más pesados que el helio— muy inferior al del Sol, con un índice de metalicidad [Fe/H] = -0,80.
Tiene una masa 2,58 veces mayor que la del Sol.
Con una edad aproximada de 295 millones de años, ha recorrido ya el 68% de su trayecto dentro de la secuencia principal.
Aunque catalogada como una posible estrella variable (NSV 6794) con una oscilación en su brillo de magnitud +3,70 a +3,75, recientes estudios indican que no se aprecia variación significativa desde 1979.